# Cyanodontia spathulata
Cyanodontia spathulata är en svampart som beskrevs av Hjortstam 1987. Cyanodontia spathulata ingår i släktet Cyanodontia och familjen Meruliaceae.   Inga underarter finns listade i Catalogue of Life.